# Александрія (Пенсільванія)
Александрія (англ. Alexandria) — місто (англ. borough) в США, в окрузі Гантінгдон штату Пенсільванія. Населення — 384 особи (2020).

## Географія
Александрія розташована за координатами 40°33′30″ пн. ш. 78°5′59″ зх. д. / 40.55833° пн. ш. 78.09972° зх. д. (40.558283, -78.099684).  За даними Бюро перепису населення США в 2010 році місто мало площу 0,27 км², уся площа — суходіл.

## Демографія
Згідно з переписом 2010 року, у селищі мешкало 346 осіб у 139 домогосподарствах у складі 91 родини. Густота населення становила 1265 осіб/км².  Було 158 помешкань (578/км²).
Расовий склад населення:
| - 98,6 % — білих - 0,3 % — чорних або афроамериканців - 0,3 % — азіатів |

До двох чи більше рас належало 0,6 %. Частка іспаномовних становила 1,4 % від усіх жителів.
За віковим діапазоном населення розподілялося таким чином: 23,1 % — особи молодші 18 років, 62,4 % — особи у віці 18—64 років, 14,5 % — особи у віці 65 років та старші. Медіана віку мешканця становила 38,5 року. На 100 осіб жіночої статі у селищі припадало 97,7 чоловіків;  на 100 жінок у віці від 18 років та старших — 100,0 чоловіків також старших 18 років.
Середній дохід на одне домашнє господарство  становив 54 630 доларів США (медіана — 51 932), а середній дохід на одну сім'ю — 65 300 доларів (медіана — 63 594). Медіана доходів становила 48 750 доларів для чоловіків та 30 125 доларів для жінок. За межею бідності перебувало 9,5 % осіб, у тому числі 13,8 % дітей у віці до 18 років та 3,0 % осіб у віці 65 років та старших.
Цивільне працевлаштоване населення становило 206 осіб. Основні галузі зайнятості: освіта, охорона здоров'я та соціальна допомога — 24,8 %, виробництво — 13,6 %, роздрібна торгівля — 12,1 %, мистецтво, розваги та відпочинок — 11,2 %.